# Камина (ДР Конго)
Ками́на (фр. Kamina) — город в Демократической Республике Конго. Административный центр провинции Верхнее Ломами. Население города по оценочным данным на 2012 год составляет 156 761 человек.

## География
Расположен в южной части страны, на высоте 1095 м над уровнем моря.

## Транспорт
Камина является важным железнодорожным узлом, три линии железных дорог идут из Камины на север, запад и юго-восток. В городе также есть два аэропорта: гражданский и военный.

## Военная база
После Второй мировой войны в Камине была создана большая военная база бельгийских вооружённых сил. Большой комплекс состоял из Базы 1, авиабазы, использовавшейся для лётной подготовки, и Базы 2, использовавшейся для подготовки парашютистов. Когда Конго обрела независимость в июне 1960 года, Бельгия, по согласованию с конголезским правительством, первоначально сохраняла контроль над базой в Камине, но в октябре 1960 года контроль над базой был передан ООН. База никогда не была под контролем самопровозглашённого Государства Катанга, хотя их войска оккупировали соседний город Каминавиль.
В начале 1964 года ООН передала базу в Камине конголезским вооружённым силам.